# Skin (zangeres)
Deborah Anne Dyer OBE, beter bekend als Skin (Brixton, Londen, 3 augustus 1967) is een Engelse zangeres. Ze is de leadzangeres van Skunk Anansie. In 2001 besloot deze band niet verder te gaan, waarna ze een solocarrière startte. Haar debuutalbum Fleshwounds verscheen in 2003. Ze heeft onder meer samengewerkt met Maxim van The Prodigy. In maart 2006 verscheen haar tweede album. Ze heeft zich publiekelijk uitgesproken tegen de Brexit.
In 2009 is Skunk Anansie weer bijeengekomen. Het nieuwe album Wonderlustre verscheen in 2010.
Ze werd tijdens de Birthday Honours 2021 benoemd tot Officier in de Orde van het Britse Rijk (OBE) voor haar verdiensten op het gebied van muziek.

## Solo-discografie
- Fleshwounds (2003)
- Fake Chemical State (2006)

- Bibsys: 3025344
- Bibliothèque nationale de France: cb14036962t (data)
- Gemeinsame Normdatei: 135323274
- International Standard Name Identifier: 0000 0001 2021 0759
- Library of Congress Control Number: no2005051933
- MusicBrainz: 91f3e61e-dec2-4b73-b195-a42251fd72b5
- Nationale Bibliotheek van Tsjechië: xx0046421
- Système universitaire de documentation: 087887770
- Virtual International Authority File: 12506159